# TuS Metzingen
A TuS Metzingen Handball rövid nevén TuS Metzingen egy német női kézilabdacsapat, amelynek székhelye a Baden-württembergi Metzingenben van. Jelenleg a német bajnokság élvonalában játszanak.

## Történelem
A TusSies első jelentősebb eredménye a kupadöntőbe jutás volt 1978-ban. (A kézilabda szakosztály abban az évben alakult, a csapat a harmadosztályban szerepelt.) A döntőt elbukták a TuS Eintracht Mindennel szemben, majd két év múlva megismételték ezt a teljesítményt, ezúttal a Bayer Leverkusennel szemben maradtak alul. A másodosztályba először 1985-ben jutottak fel, azonban nem sikerült megragadniuk, kiestek a harmadosztályba. A következő években itt szerepelt a Metzingen, a legközelebbi feljutás 1991-ben sikerült. Egészen 2012-ig a második vonalban játszottak, mert bár 1997-ben megnyerték a Bundesliga 2-t, anyagi okok miatt nem vállalták az élvonalbeli szereplést. A 2011–12-es szezonban nagy fölénnyel lettek bajnokok a másodosztályban, és ekkor már nem volt akadálya az élvonalbeli indulásnak. Az első osztályban a legjobb eredményük egy második hely a 2015–16-os idény végén, illetve ugyanebben a szezonban EHF-kupa döntőt játszottak, és vesztettek a Dunaújváros ellen.

## A csapat
A 2024–2025-ös szezon játékoskerete:
| Kapusok - 12 Marie Weiss - 16 Lea Schüpbach Balszélsők - 02 Selina Kalmbach - 04 Lois van Vliet Jobbszélsők - 07 Sabrina Tröster - 38 Anna Franková Beállók - 08 Ida Petzold - 26 Svenja Hübner - 93 Julia Behnke | Balátlövők - 09 Naina Klein - 10 Nele Franz - 23 Verena Oßwald Irányítók - 14 Rebecca Rott - 15 Katharina Goldammer - 21 Sandra Erlingsdóttir - 98 Woth Viktória Jobbátlövők - 18 Elinore Johansson - 20 Jana Scheib |

### Átigazolások a 2024-2025-ös szezont megelőzően
| Érkezők - Selina Kalmbach (a Frisch Auf Göppingen csapatától) - Nele Franz (a HSG Blomberg-Lippe csapatától) - Lois van Vliet (a VOC Amsterdam csapatától) - Elinore Johansson (a Debreceni VSC csapatától) | Távozók - Maren Weigel (visszavonult) - Kántor Kamilla (visszavonult) - Dagmara Nocuń (a CS Gloria Bistrița csapatához) - Marte Juuhl Svensson (a Romerike Ravens csapatához) - Anita Poláčková (a HSG Blomberg-Lippe csapatához) - Laura Godard |

## Korábbi játékosok
- Annabelle Sattler
- Anna Loerper
- Cara Hartstock
- Ewgenia Minevskaja
- Ina Großmann
- Isabell Roch
- Julia Behnke
- Katharina Beddies
- Laetitia Quist
- Madita Kohorst
- Maren Weigel
- Marlene Zapf
- Nicole Roth
- Silje Brøns Petersen
- Katarina Pandza
- Kovács Patrícia
- Anika Niederwieser
- Albek Anna
- Hársfalvi Júlia
- Illyés Annamária
- Kántor Kamilla
- Korsós Dorina
- Szekerczés Luca
- Temes Bernadett
- Bo van Wetering
- Britt van der Baan
- Delaila Amega
- Jasmina Janković
- Jesse van de Polder
- Kelly Vollebregt
- Tamara Haggerty
- Laura Godard
- Marte Juuhl Svensson
- Tonje Løseth
- Kaja Kamp Nielsen
- Simone Cathrine Petersen
- Madeleine Östlund
- Anita Poláčková
- Dagmara Nocuń
- Katarzyna Janiszewska
- Monika Kobylińska
- Marija Obradović

## Sikerek
- Bundesliga 2 bajnok 2012
- Német kézilabdakupa döntős 1978, 1980
- Bundesliga 1 második hely 2016
- EHF-kupa-döntős 2016

## Fordítás
- Ez a szócikk részben vagy egészben  a   TuS Metzingen című német Wikipédia-szócikk fordításán alapul.  Az eredeti cikk szerkesztőit annak laptörténete sorolja fel. Ez a jelzés csupán a megfogalmazás eredetét és a szerzői jogokat jelzi, nem szolgál a cikkben szereplő információk forrásmegjelöléseként.